# اریک وینالدا
اریک وینالدا (انگلیسی: Eric Wynalda؛ زادهٔ ۹ ژوئن ۱۹۶۹) بازیکن فوتبال اهل ایالات متحده آمریکا است.
از باشگاه‌هایی که در آن بازی کرده‌است می‌توان به نیوانگلند رولوشن، شیکاگو فایر، باشگاه فوتبال بوخوم، باشگاه فوتبال کلوب لئون، باشگاه فوتبال زاربروکن، باشگاه فوتبال سن‌خوزه ارث‌کوئیکز، و باشگاه فوتبال زاربروکن اشاره کرد.
وی همچنین در تیم ملی فوتبال ایالات متحده آمریکا بازی کرده‌است.